# Новициат

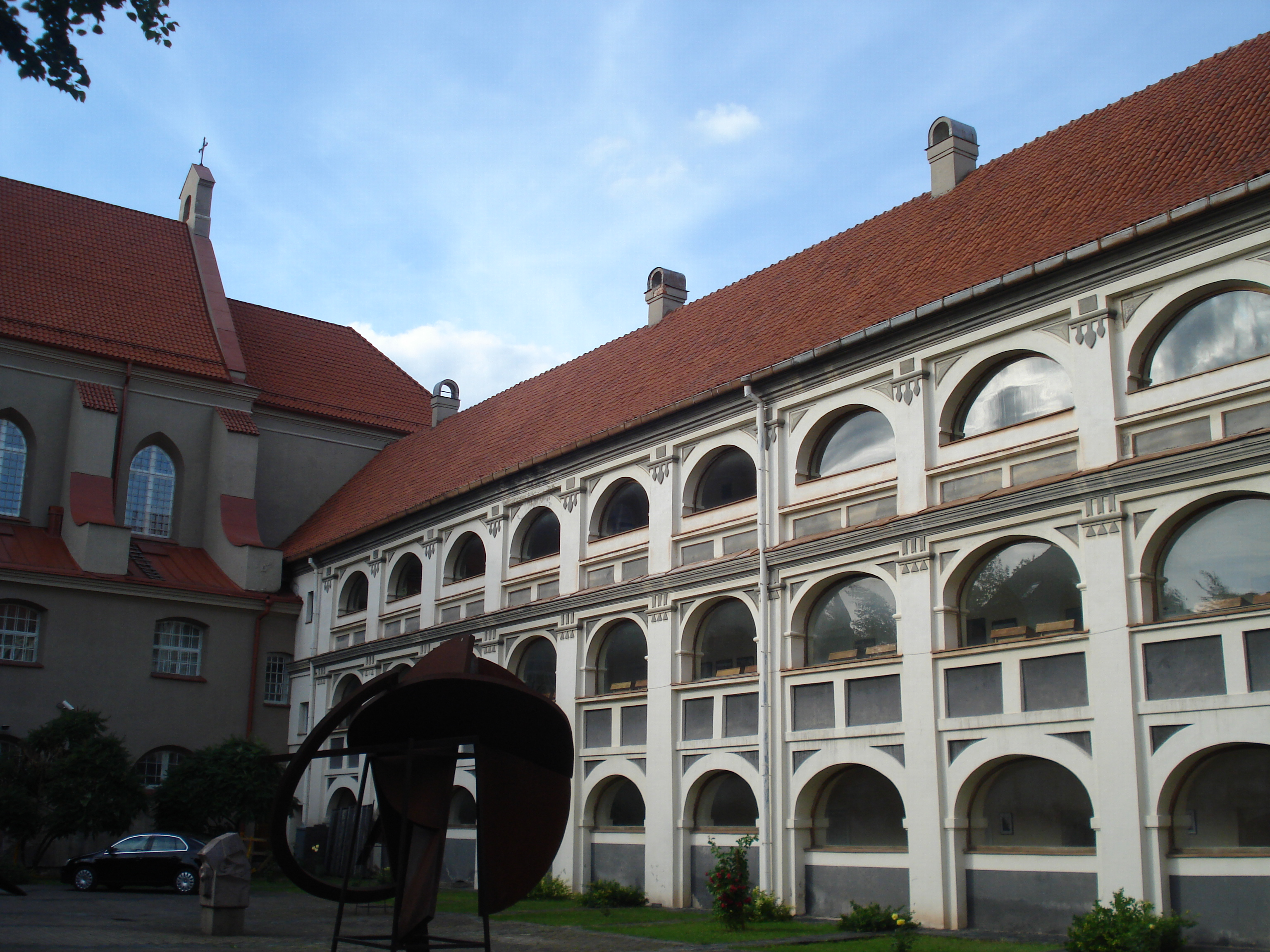
Здание новициата иезуитского монастыря Святого Игнатия в Вильнюсе

Новициа́т (лат. noviciatus, novitiatus — «новый, неопытный», от novus — «новый») в Католической церкви — период послушничества, то есть испытания вступающих в монашеский орден новициев.
Минимальная продолжительность новициата в латинском обряде составляет 12 месяцев, заключается в соблюдении общих орденских правил и специальной духовной работы над собой в монастыре под руководством специального «наставника новициев». Прохождение новициата — обязательное условие для принесения монашеских обетов. Новиций носит особую одежду ордена, отличную от мирской, выполняет устав ордена и подчиняется его начальству, но в любой момент может покинуть обитель и вернуться в мир, хотя такой поступок может повлечь за собой отказ в принятии в новициат в будущем.
Каноническое право регулирует общие условия принятия, прохождения и завершения новициата, но более частные особенности жизни новициев специфичны для каждого монашеского института. Новиций должен быть католиком не моложе семнадцати лет, свободным от уз брака и каких-либо обетов. По окончании установленного срока прохождения новициата настоятель общины принимает решение о дальнейшей судьбе послушника, он может быть допущен к принесению обетов, удалён из общины, либо ему может быть продлён срок новициата.
В случае положительного решения в адрес новиция следует профессия — торжественное принятие в орден. Новиций становится полноправным монахом после пострижения.
В восточнокатолических церквях срок новициата, как правило, составляет не менее трёх лет.
«Новициатом» называется также помещение в монастыре, предназначенное для новициев.